# Gouvernorat de Marsa-Matruh
 (mai 2023).
Si vous disposez d'ouvrages ou d'articles de référence ou si vous connaissez des sites web de qualité traitant du thème abordé ici, merci de compléter l'article en donnant les références utiles à sa vérifiabilité et en les liant à la section « Notes et références ».
Le gouvernorat de Marsa-Matruh (arabe : مطروح) est un gouvernorat du nord-ouest de l'Égypte. Sa capitale est Marsa Matruh.

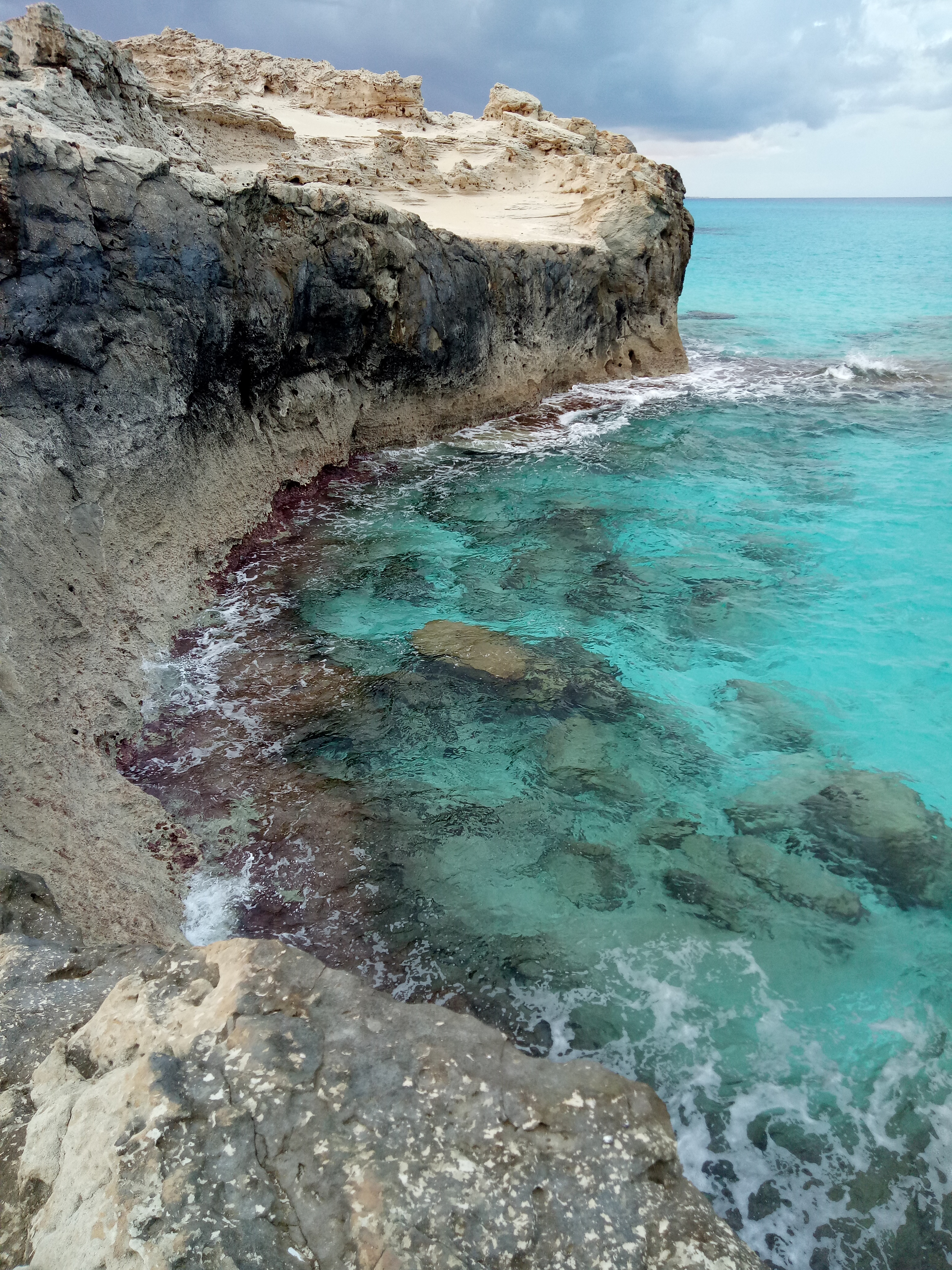
Côte rocheuse à Marsa Matruh.
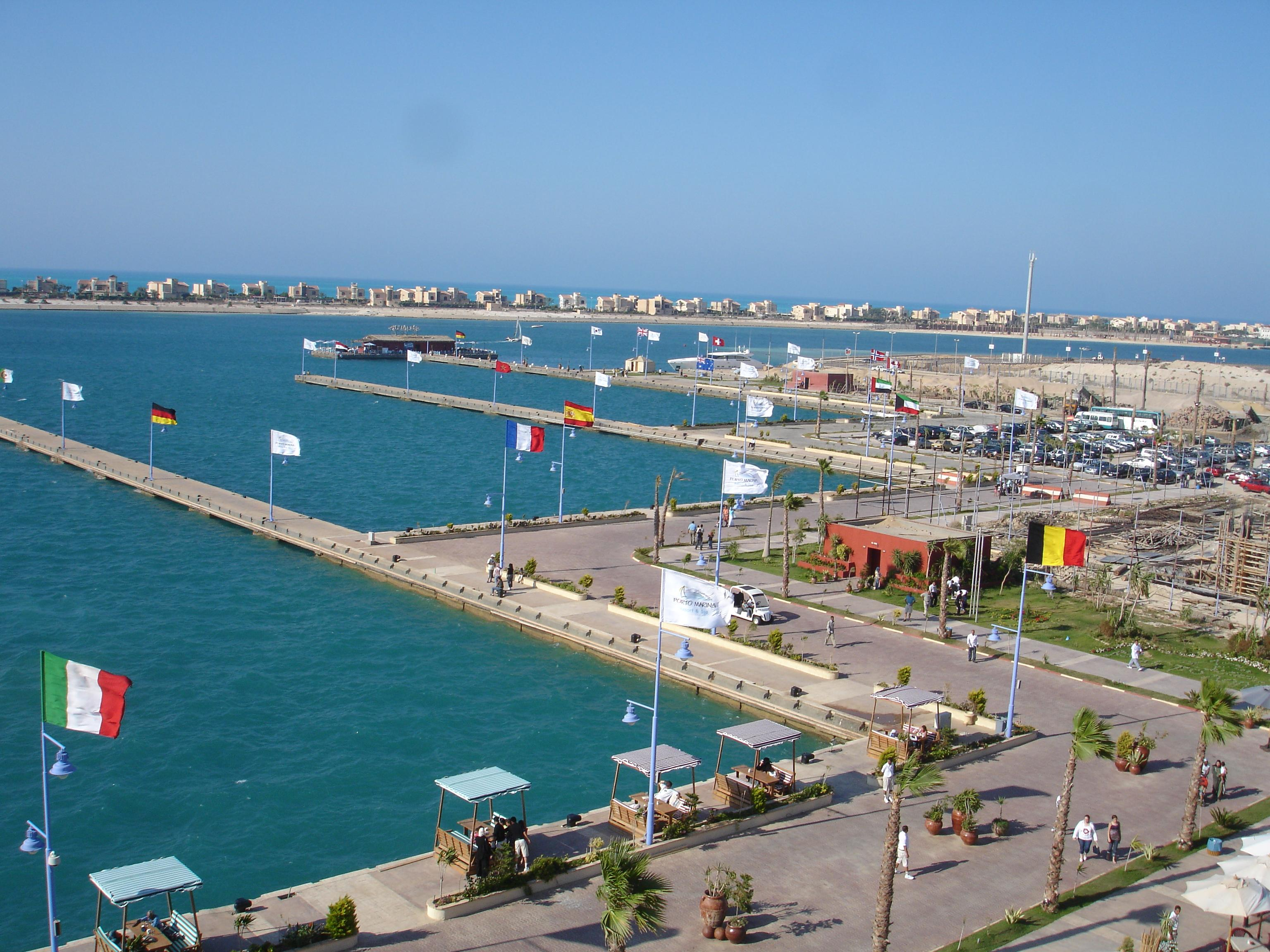
Le port de Marina El-Alamein (en), station balnéaire haut-de-gamme de l'Est du gouvernorat.